# Grått mantelfly
Grått mantelfly, Xylena solidaginis, är en fjärilsart som beskrevs av Jacob Hübner 1803.
Grått mantelfly ingår i släktet Xylena och familjen nattflyn, Noctuidae. Arten är reproducerande och har livskraftiga (LC) populationer i både Sverige och Finland. Inga underarter finns listade i Catalogue of Life.

## Bildgalleri

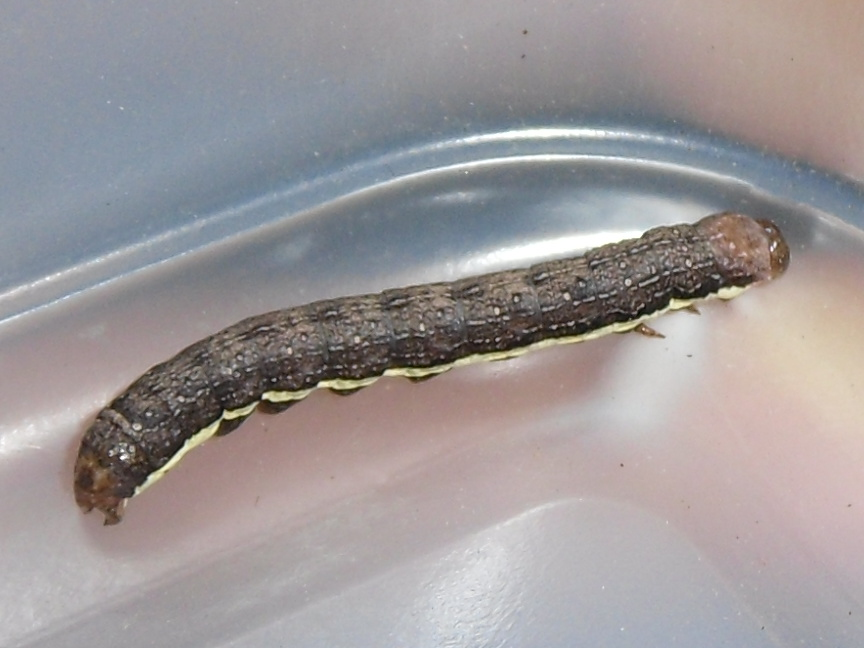
Fjärilens larv
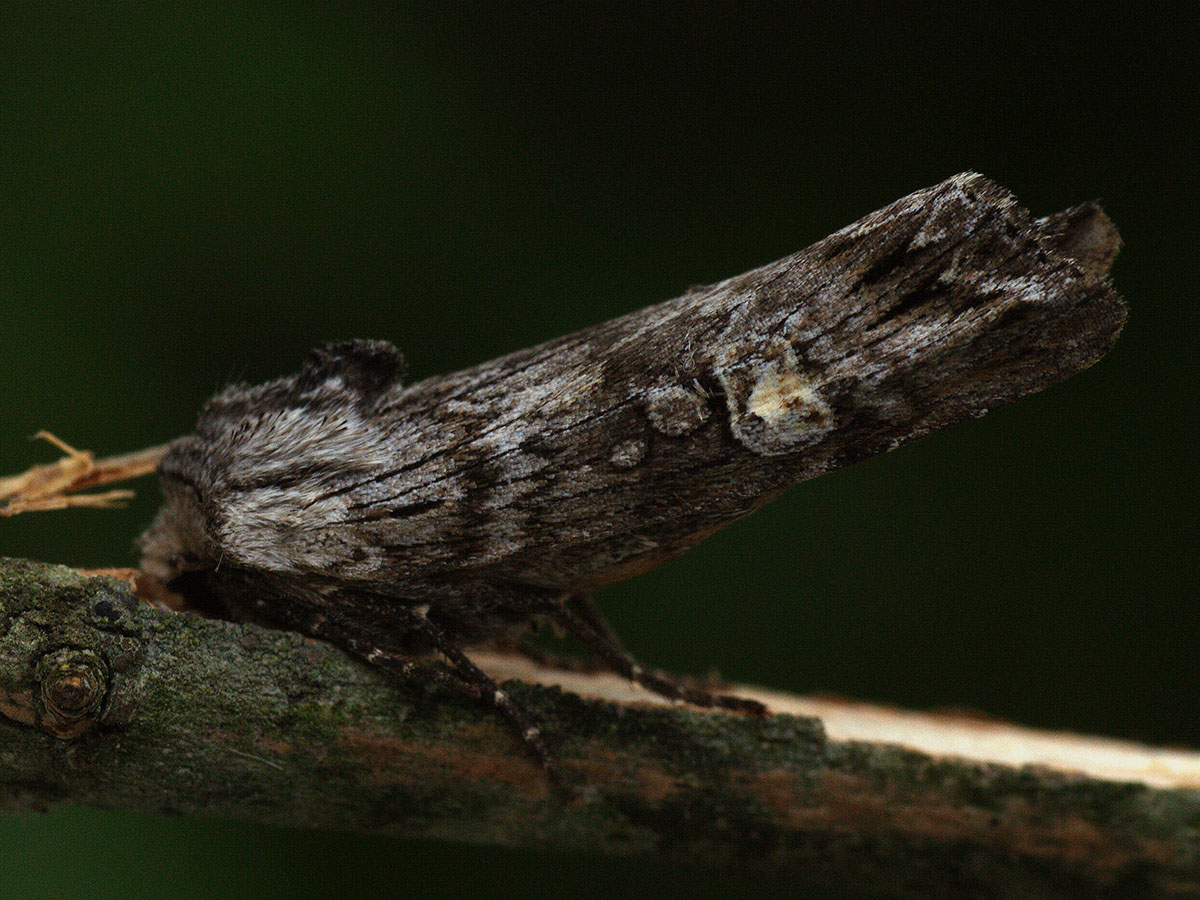
Imago fjäril
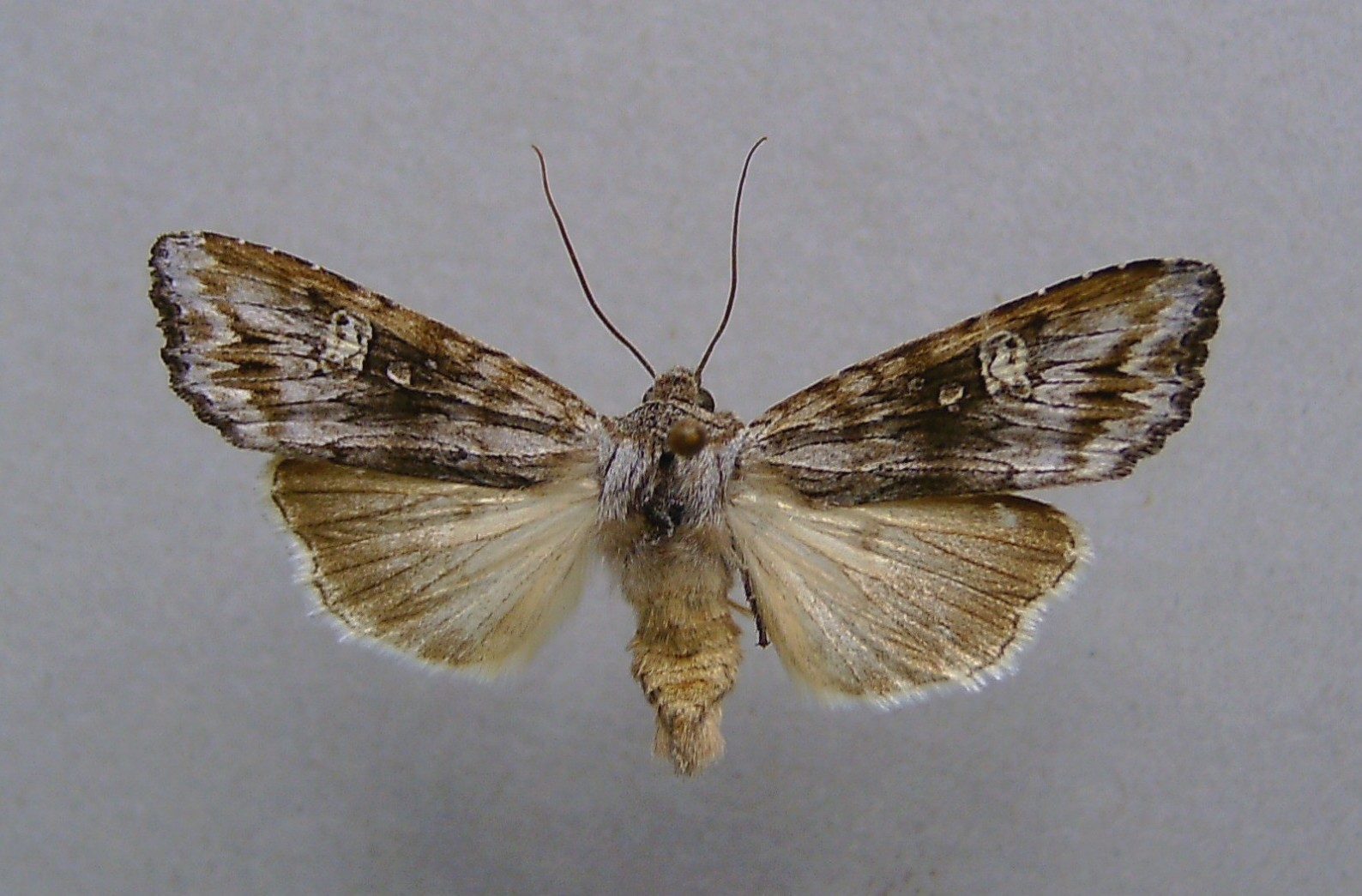
Preparerad (uppnålad) imago fjäril